# Reinaldo
Reinaldo, auch Reynaldo, ist ein spanischer und portugiesischer männlicher Vorname. Die deutsche Form des Namens ist Reinhold.

## Namensträger
- Reinaldo Arenas (1943–1990), kubanischer Schriftsteller
- Roberto Reinaldo Cáceres González (1921–2019), argentinischer Geistlicher, Bischof von Melo
- Reinaldo Coddou H. (* 1971), deutscher Fotograf
- Reinaldo Colucci (* 1985), brasilianischer Triathlet
- Reinaldo Elias da Costa (* 1984), brasilianischer Fußballspieler
- Reinaldo Dopp (* 19**), deutscher Tenor
- Reinaldo Gargano (1934–2013), uruguayischer Politiker
- Reinaldo Gorno (1918–1994), argentinischer Langstreckenläufer
- José Reinaldo de Lima (* 1957), brasilianischer Fußballspieler
- Reinaldo da Cruz Oliveira (* 1979), brasilianischer Fußballspieler
- Carlos Reinaldo Pérez (* 1971), kubanisch-ungarischer Handballspieler
- Reinaldo Povod (1960–1994), US-amerikanischer Dramatiker
- Silva Reinaldo Ribeiro (* 1981), brasilianisch-österreichischer Fußballspieler
- Reinaldo Rueda (* 1957), kolumbianischer Fußballtrainer
- Reinaldo Sagbini (* 1972), kolumbianischer Regisseur
- Reynaldo Vera (* 1961), kubanischer Schachmeister

### Familienname
- Mathias Durand-Reynaldo (* 1975), französischer Maler des Realismus